# Fenice (Caônia)
Fenice (em grego: Φοινίκη; romaniz.: Phoenice/Phoenike) foi uma cidade da Grécia Antiga no Epiro e capital dos caônios. Foi também o local da Paz de Fenice que terminou a Primeira Guerra Macedônica, bem como um das cidades mais ricas do Epiro até a conquista romana. Durante o começo do período bizantino, Fenice foi a sé de um bispado. A cidade é um parque arqueológico da Albânia e está situada na colina acida da cidade moderna que leva seu nome, Finiq, no atual sul da Albânia.

## História
A cidade foi o centro políticos dos caônios, uma das três maiores tribos gregas no Epiro antigo. Da segunda metade do século V a.C., uma acrópole foi erigida, que abrigou uma número de edifícios públicos, enquanto no final do século seguinte as fortificações da cidade foram expandidas como parte da estratégia defensiva de Pirro, um líder do Reino do Epiro. O deus patrono da cidade foi provavelmente Atena Polias. Os muros de Fenice consistiam em massivos blocos com até 3,60 metros de espessura, a primeira preocupação dos caônios para defender a cidade contra os ataque ilírios. Em ca. 233 a.C., a rainha Laodâmia II, a última membro da da dinastia reinante dos Eácidas, foi assassinada, a monarquia foi abolida no Epiro, e a cidade tornou-se o centro do governo confederado da Liga Epirota.
Em 231, um exército ilírico da rainha Teuta, retornando do norte para o norte de um raide no Peloponeso, capturou Fenice após a cidade ser entregue pela guarnição de 800 mercenários gauleses. Um exército foi enviado pela Liga Epirota para aliviar a cidade, mas os ilírios foram forçados a retirar as tropas deles para lidar com uma rebelião interna. Uma trégua foi assim alcançada, e Fenice e os cativos ilírios nascidos livres foram devolvidos para os epirotas por um resgate. Durante a ocupação de Fenice, os ilírios assassinaram vários mercadores romanos na cidade, o que finalmente levou a Primeira Guerra Ilírica. Em 205 a.C., um tratado de paz foi assinado lá entre o Reino da Macedônia e a República Romana que terminou a Primeira Guerra Macedônica. Durante a Terceira Guerra Macedônica (171−168 a.C.), o Epiro foi dividido em dois Estados com os molossos se aliando com os macedônios e caônios e os tesprocianos se aliando com Roma. Os últimos foram centrados em Fenice sob a liderança de Caropo. Após a conquista romana (167 a.C.), a região do Epiro foi devastada, exceto para os apoiantes pró-romanos na Caônia. Durante os séculos seguintes, Fenice e a vizinha Antigônia não revelariam fortes traços da presença romana.
No começo do período bizantino, o imperador Justiniano (r. 527–565) construiu fortificações na colina adjacente à Fonice. Durante os séculos V e VI, a cidade foi listada como a sé de um bispado e abrigou um número de edifícios religiosos incluindo um batistério e uma basílica, que foram influentes pelo estilo arquitetônica das grandes basílicas de Nicópolis; Fenice foi um dos principais assentamentos no Velho Epiro, junto com Nicópolis, Dodona, Euroia, Adrianópolis, Aniasmos, Votroto, Fótice, Corfu e Ítaca. Contudo, a cidade desapareceu após o século VI e a centro urbano da área foi movido para a vizinha Mesopotamos.

## Escavações doséculo XXe propaganda
Escavações formais na área começaram em 1924 por uma missão arqueológica italiana como uma ferramenta política para as ambições nacionalistas de Benito Mussolini no leste do Adriático. Durante 1924-1928, arqueólogos franceses e italianos encontraram alguns poucos artefatos "ilírios" em Fenice. Na verdade, a missão italiana, encabeçada pelo arqueólogo fascista Luigi Maria Ugolini, esperou que as sepulturas pré-históricas que seriam descobertas poderiam ser atribuídas aos ilírios de maneira a explorar o sentimento nacionalista albanês, mas os achados em si eram dificilmente impressionantes. Ugolini também afirmou que materiais encontrados foram relacionados com a cultura da Idade do Ferro da sul da Itália. A tese de Ugolini foi depois politicamente explorada pelo governo italiano. Em 1928, um ano após o pacto econômico e militar ítalo-albanês, Ugolini conversou sobre "três mil anos de amizade" durante uma palestra em Roma.
Após 1928, as escavações mudaram-se para os sítios arqueológicos vizinhos de Kalivo e Cuka e Aitoit e continuaram até 1943. Após a guerra, escavações foram retomadas em 1958 por time arqueológico soviético-albanês, que incluiu um levantamento topográfico completo e mapeamento. Após 1961, quando uma racha política ocorreu entre a Albânia e a URSS, escavações continuaram sob autoridades albanesas. Um relatório completo destas escavações havia sido publicado. Algumas partes do trabalho foram publicadas pelos arqueólogos albaneses Bace e Bushati em 1989, relatando domicílios helenísticos, casas romanas, e outros achados datados do século IV a.C. ao século V d.C.. Os autores encontrara a oportunidade para fortalecer o paradigma nacionalista da continuidade ilíria-albanesa, relatando semelhanças destas casas e as albanesas medievais. Eles também encontrada uma natureza "igualitária" entre as habitações escavadas, em linha com a filosofia do comunismo de "auto-suficiência" promovida pelo Estado albanês durante o período.

## Incidente de 2012
Em junho de 2012, saqueadores invadiram uma tumba helenística localizada na estrada que conecta Fenice ao seu interior. Os saqueadores teriam usado equipamentos de construção pesados para cavar uma trincheira a vários metros de profundidade através da encosta, espalhando as pedras da tumba no processo. Saque de sítios arqueológicos permanece um problema generalizado na Albânia.